# Johan Galtung
Johan Vincent Galtung (Oslo, 24 de outubro de 1930 – Bærum, 17 de fevereiro de 2024) foi um sociólogo norueguês e o principal fundador da disciplina de Estudos sobre Paz e Conflitos.
Galtung foi o principal fundador do Instituto de Pesquisas de Paz de Oslo (PRIO) em 1959 e atuou como seu primeiro diretor até 1970. Em 1964, criou o Jornal de Pesquisas da Paz. Em 1969, foi nomeado como primeiro professor catedrático do mundo na área de Estudos sobre Paz e Conflitos, na Universidade de Oslo, tendo renunciado ao cargo em 1977. Desde então, exerceu o cargo de professor em várias outras universidades, como na Universidade Nacional da Colômbia, Universidade de Princeton e Universidade do Havaí. Ele também viveu em Kuala Lumpur, onde lecionou Paz Global a Mahathir bin Mohamad, na Universidade Islâmica Internacional da Malásia [en] (IIUM) até 2015. 
Galtung é o criador do termo "Pesquisa para a Paz" e é considerado um dos principais intelectuais da Nova Esquerda desde os anos 1950. Ele é conhecido por suas contribuições à sociologia na década de 1950, ciência política na década de 1960, economia e história na década de 1970, e macro-história, antropologia e teologia na década de 1980. Galtung desenvolveu várias teorias e conceitos relacionados ao tema, como a distinção entre paz positiva e paz positiva, violência estrutural, teorias sobre conflito e resolução de conflitos, o conceito de construção da paz e a teoria estrutural do imperialismo. Também é conhecido como um crítico frequente dos países ocidentais por suas posturas em relação ao sul global. Em 1987, Galtung recebeu o Prêmio Right Livelihood por "seu estudo sistemático e multidisciplinar das condições que podem levar à paz".

## Biografia

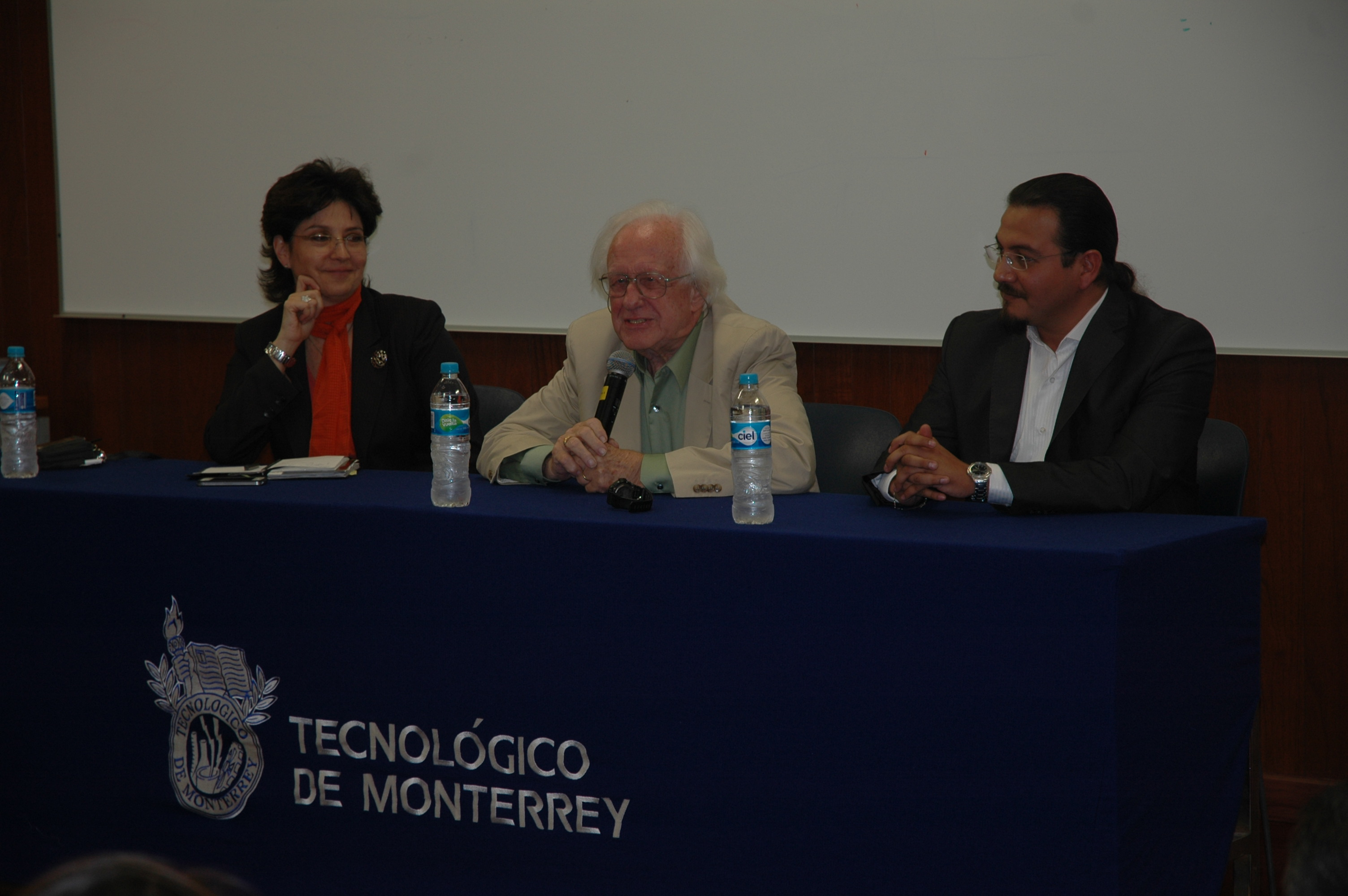
Galtung em conferência realizada no Instituto de Tecnologia e Ensino Superior de Monterrey, Cidade do México.

Galtung nasceu em Oslo, Noruega. Ele ganhou o grau acadêmico norueguês candidatus realium em matemática na Universidade de Oslo em 1956, e um ano depois completou seu magister artium (PhD) em sociologia na mesma universidade.
O pai de Galtung e seu avô paterno eram médicos. O nome Galtung tem origem em Hordaland, local de nascimento do seu avô paterno. Sua mãe, Helga Holmboe, nasceu na região central da Noruega, em Trøndelag, enquanto seu pai nasceu em Østfold, no sul.

## Carreira
Após receber seu PhD, Galtung se mudou para a Universidade Columbia, em Nova Iorque, onde lecionou por cinco semestres como professor assistente no Departamento de Sociologia. Em 1959, Galtung retornou a Oslo, onde fundou o Instituto de Pesquisas de Paz de Oslo (PRIO). Ele atuou como diretor do instituto até 1969, e viu o instituto evoluir de um departamento dentro do Instituto Norueguês de Pesquisa Social para um instituto de pesquisa independente, com recursos do Ministério da Educação da Noruega. 
Em 1964, Galtung, juntamente ao PRIO, criaram o primeiro periódico acadêmico dedicado aos Estudos da Paz: o Jornal de Pesquisas da Paz. No mesmo ano, ele ajudou na fundação do Conselho Internacional de Ciências Sociais. Em 1969, ele deixou o PRIO para exercer o cargo de professor de Pesquisa para a Paz e Conflitos na Universidade de Oslo, cargo que ocupou até 1978. 
Ele também foi diretor geral do Centro Universitário Internacional de Dubrovnik, além de ajudar a fundar e servir como presidente da Federação Mundial de Estudos Futuros. Galtung também ocupou cargos de visita em outras universidades, incluindo Universidade do Chile, Universidade das Nações Unidas em Genebra e Columbia, Princeton e Universidade do Havaí. Ele trabalhou em tantas universidades que "provavelmente ensinou mais estudantes em mais campi do mundo do que qualquer outro sociólogo contemporâneo". Atualmente, Galtung está ministrando cursos no Departamento de Ciências Humanas da Universidade Saybrook (Califórnia).     
Em dezembro de 2010, Galtung deu uma palestra intitulada "Quebrando o Ciclo de Conflitos Violentos" no Instituto Joan B. Kroc de Paz e Justiça, da Universidade de San Diego. 
Galtung foi um pesquisador bastante ativo, tendo feito contribuições para muitos campos da sociologia. Ele publicou mais de 1000 artigos e mais de 100 livros. O economista e pesquisador de paz Kenneth Boulding disse sobre Galtung que sua "produção é tão grande e tão variada que é difícil acreditar que seja de um ser humano". Ele foi membro da Academia Norueguesa de Ciências e Letras.
Em 2014, ele foi escolhido como o primeiro professor Tun Mahathir de paz global na Universidade Islâmica Internacional da Malásia (UIAM). Essa vaga é apoiada pela Perdana Global Peace Foundation e a UIAM recebeu o nome de seu fundador e presidente, o quarto primeiro-ministro da Malásia, Mahathir Mohamad . O objetivo da mesa é "criar maior conscientização, promoção e defesa da paz global, incluindo a proteção dos direitos humanos e a criminalização da guerra".

## Morte
Galtung morreu em 17 de fevereiro de 2024, aos 93 anos, em Bærum.

## Mediação pela paz
Galtung experiencou a Segunda Guerra Mundial na Noruega ocupada pelos alemães e, aos 12 anos de idade, viu seu pai ser preso pelos nazistas. Em 1951, ele já era um mediador comprometido da paz e foi eleito para fazer 18 meses de serviço social no lugar de seu serviço militar obrigatório. Após 12 meses, Galtung insistiu em que o restante de seu serviço social fosse gasto em atividades relevantes para a paz, às quais as autoridades norueguesas responderam enviando-o para a prisão, onde cumpriu seis meses de pena.
Como a pesquisa acadêmica de Galtung se destina claramente a promover a paz, em 1957, após a mediação em Charlottesville, seu trabalho sociológico se tornou mais voltado a uma mediação da paz mais concreta e construtiva. Em 1993, ele co-fundou a TRANSCEND: A Peace Environment Environment Network, uma organização para a transformação de conflitos por meios pacíficos. Existem quatro maneiras tradicionais, porém simplificadas, de lidar com conflitos entre duas partes: 
1. A vence, B perde;
2. B vence, A perde;
3. a solução é adiada porque nem A nem B se sentem prontos para terminar o conflito;
4. é alcançado um compromisso confuso, com o qual nem A nem B estão satisfeitos.

Galtung tenta romper com essas quatro maneiras insatisfatórias de lidar com um conflito, encontrando um "quinto caminho", onde ambos A e B sentem que vencem, quando ambos esperam nada além de paz. Esse método também insiste que as necessidades humanas básicas - como sobrevivência, bem-estar físico, liberdade e identidade - sejam respeitadas.

## Ideias principais
Galtung conceituou a construção da paz (peacebuilding) listando ideias que criassem uma paz sustentável. As estruturas de construção da paz necessárias para abordar as causas profundas do conflito e apoiar a capacidade local de gestão da paz e resolução de conflitos.
Galtung ocupou vários cargos significativos em conselhos internacionais de pesquisa e foi consultor de várias organizações internacionais. Desde 2004, ele é membro do Conselho Consultivo do Comitê para uma ONU Democrática. 
Ele também escreveu muitos artigos empíricos e teóricos, lidando sobretudo com questões de paz e pesquisa de conflitos. Seu trabalho se destaca por sua perspectiva única e pela importância que ele atribui à inovação e à interdisciplinaridade. 
Ele é um dos autores de um influente artigo a respeito dos valores das notícias, que são os fatores que determinam qual cobertura é dada e quais histórias são priorizadas nas notícias. Galtung também originou o conceito de Jornalismo para a Paz, que é cada vez mais influente em estudos de comunicação e mídia. 
- Violência estrutural - definida como as formas sistemáticas pelas quais um regime impede que os indivíduos alcancem todo o seu potencial. O racismo e o machismo institucionalizados são exemplos disso.
- Paz negativa versus paz positiva - popularizou o conceito de que a paz pode ser mais do que apenas a ausência de conflito violento manifesto (paz negativa) e que provavelmente o conflito passará por uma série de situações até um estado em que nações (ou quaisquer grupos em conflito) possam ter relações de colaboração e apoio (paz positiva). Embora ele não os tenha citado, esses termos foram, de fato, previamente definidos e discutidos em 1907 por Jane Addams e em 1963 por Martin Luther King Jr.

### Estados Unidos como república e império
Para Johan Galtung, os EUA são simultaneamente uma república e um império, uma distinção que ele acredita ser altamente relevante. Por um lado, os EUA são amados por suas qualidades republicanas e, por outro, odiados por seus inimigos no exterior por suas supostas agressões militares. Suas qualidades republicanas incluem sua ética e dinamismo no trabalho, produtividade e criatividade, a ideia de liberdade e um espírito pioneiro. Por outro lado, sua manipulação militar e política é marcada por agressividade, arrogância, violência, hipocrisia e autojustiça, bem como pela ignorância pública dos EUA sobre outras culturas e seu materialismo extremo.
Em 1973, Galtung criticou o "fascismo estrutural" dos EUA e de outros países ocidentais que fazem guerra para garantir materiais e mercados, afirmando: "Esse sistema econômico é chamado capitalismo e, quando se espalha dessa maneira para outros países, é chamado imperialismo" e elogiou Fidel Castro por "se libertar das garras de ferro do imperialismo". Galtung declarou que os EUA são um "país assassino" culpado de "terrorismo de Estado neofascista" e comparou os EUA à Alemanha nazista por bombardear o Kosovo durante o bombardeio da OTAN na Iugoslávia em 1999.
Segundo Galtung, o império dos EUA causa "sofrimento e ressentimento insuportáveis", porque os "exploradore /assassinos/dominadores/ alienadores e aqueles que apoiam o Império dos EUA por causa dos benefícios percebidos" estão envolvidos em "padrões de troca desiguais e não sustentáveis". Em um artigo publicado em 2004, Galtung previu que o império americano "decairá e cairá" até 2020. Ele expandiu essa hipótese em seu livro de 2009 intitulado A Queda do Império dos EUA - e depois o quê? Sucessores, regionalização ou globalização? Fascismo dos EUA ou Florescimento dos EUA?.
No entanto, o declínio do império dos EUA não implicou um declínio da república dos EUA, e o "alívio do ônus do controle e manutenção do Império ... poderia levar ao florescimento da República dos EUA". No programa de rádio e televisão Democracy Now, ele declarou que amava a república americana e odiava o império americano. Ele acrescentou que muitos americanos o agradeceram por essa declaração em suas turnês de palestras, porque isso os ajudou a resolver o conflito entre o amor pelo país e o descontentamento com a política externa.

### Previsões
Desde a queda da União Soviética, Galtung fez várias previsões de quando os Estados Unidos não serão mais uma superpotência, uma postura que atraiu alguma controvérsia. Em um artigo publicado em 2004, ele lista 14 "contradições" que causariam o "declínio e queda" do império americano. Após o início da Guerra do Iraque, ele revisou sua previsão da "queda do Império dos EUA", considerando-a mais iminente. Ele afirma que os EUA passarão por uma fase com uma ditadura fascista em seu caminho, e que o Ato Patriota é um sintoma disso. Ele alega que a eleição de George W. Bush custou cinco anos ao império americano - embora ele admita que essa estimativa foi um pouco arbitrária. Ele agora define a data para o fim do Império Americano em 2020, mas não seria o fim da República Americana. Como a Grã-Bretanha, a Rússia e a França, ele diz que a República Americana ficará melhor sem o Império. 

## Controvérsias
Críticas de Bruce Bawer e Barbara Kay
Durante sua carreira, algumas das declarações e pontos de vista de Galtung foram alvos de críticas, principalmente as críticas aos países ocidentais durante e após a Guerra Fria, que seus críticos consideraram uma atitude positiva em relação à União Soviética, Cuba e China Comunista. Um artigo de 2007 de Bruce Bawer publicado na revista City Journal  e um artigo subsequente em fevereiro de 2009 por Barbara Kay no National Post  criticaram algumas das declarações de Galtung, incluindo sua opinião de que, enquanto a China comunista era "repressiva de certa forma sob o ponto de vista liberal", Mao Zedong era "infinitamente libertador quando visto de muitas outras perspectivas que a teoria liberal nunca entendeu". Bawer chamou Galtung de "inimigo vitalício da liberdade", e afirmou que Galtung desencorajou a resistência húngara contra a invasão soviética em 1956. Bawer também criticou a descrição de Galtung em 1974 sobre Aleksandr Solzhenitsyn e Andrei Sakharov, que eram vistos por Galtung como "personagens de elite perseguidos". 
Declarações sobre a influência de Israel na política dos Estados Unidos
O jornal israelense Haaretz acusou Galtung em maio de 2012 de antissemitismo por sugerir a possibilidade de uma ligação entre os ataques da Noruega em 2011 e a agência de inteligência Mossad, por sustentar que "seis empresas judias" controlam 96% da mídia mundial e (3) por identificar o que ele afirma serem semelhanças irônicas entre a empresa bancária Goldman Sachs e a falsificação conspiratória antissemita de Os Protocolos dos Anciãos de Sião ; e (4) por teorizar que o antissemitismo na Alemanha pós-Primeira Guerra Mundial era uma consequência previsível dos judeus alemães que mantinham posições influentes. Como resultado de tais declarações, em maio de 2012, a TRANSCEND International, uma organização fundada por Galtung, divulgou uma declaração tentando esclarecer suas opiniões. Em 8 de agosto de 2012, a Academia da Paz Mundial em Basileia, na Suíça, anunciou que estava suspendendo Galtung de sua organização, citando o que afirmava serem suas "declarações imprudentes e ofensivas sobre  questões que são especificamente sensíveis aos judeus". O próprio Galtung repudiou veementemente os ataques acima como "difamação" em uma declaração publicada e em uma palestra pública no final do ano de 2012.

## Prêmios e reconhecimentos selecionados
- Dr. honoris causa, Universidade de Tampere, 1975, estudos da paz
- Dr. honoris causa, Universidade de Cluj, 1976, estudos futuros
- Dr. honoris causa, Universidade de Uppsala, 1987, Faculdade de Ciências Sociais [41]
- Dr. honoris causa, Universidade Soka, Tóquio, 1990, paz/budismo
- Dr. honoris causa, Universidade de Osnabrück, 1995, estudos da paz
- Dr. honoris causa, Universidade de Torino, 1998, sociologia do direito
- Dr. honoris causa, FernUniversität Hagen, 2000, filosofia
- Dr. honoris causa, Universidade de Alicante, 2002, sociologia
- Dr. honoris causa, Benemérita Universidad Autónoma de Puebla, 2006, direito
- Dr. honoris causa, Universidade Complutense, Madri, 2017, política e sociologia
- Professor Honorário, Universidade de Alicante, Alicante, 1981
- Professor Honorário, Universidade Livre de Berlim, 1984–1993
- Professor Honorário, Universidade de Sichuan, Chengdu, 1986
- Professor Honorário, Universidade Witten/Herdecke, Witten, 1993
- Professor Ilustre de Estudos da Paz, Universidade do Havaí, 1993-
- Professor Visitante Distinto da Universidade John Perkins, 2005-
- Prêmio Direito de Subsistência, 1987
- Primeiro ganhador do Prêmio Norwegian Humanist Association da Associação Humanista Norueguesa, 1988
- Prêmio Internacional Jamnalal Bajaj por Promover Vaores Gandhianos, 1993[42]
- Prêmio Brage, 2000
- Primeiro Prêmio de Resolução de Conflitos da Morton Deutsch, 2001
- Prêmio Honorário da Associação Sociológica da Noruega, 2001
- Prêmio Hidalgo, Madri, 2005
- Livro Dourado da Paz de Augsburgo, 2006
- Membro da Academia Norueguesa de Ciências e Letras
- Membro honorário do Partido Verde, 2009
- Prêmio Memorial Erik Bye, 2011

## Trabalhos selecionados
Galtung publicou mais de mil artigos e mais de cem livros.
- Statistisk hypotesepröving (Teste estatístico de hipóteses, 1953)
- Gandhis politiske etikk (ética política de Gandhi, 1955, com o filósofo Arne Næss)
- Teoria e Métodos de Pesquisa Social (1967)
- Violência, Paz e Pesquisas sobre Paz (1969)[43]
- Membros de dois mundos (1971)
- Fred, vold og imperialisme (Paz, violência e imperialismo, 1974)
- Paz: Pesquisa – Educação – Ação (1975)
- A Europa em Construção (1989)
- Glasnost Global: Rumo a uma nova ordem mundial de informação e comunicação? (1992, com Richard C. Vincent)
- Projeções globais de patologias profundamente enraizadas nos EUA (1996)
- Paz por meios pacíficos: paz e conflito, desenvolvimento e civilização (1996)
- Johan uten terra. På fredsveien gjennom verden (Johan sem terra. No Caminho da Paz pelo Mundo, 2000, autobiografia pela qual ganhou o Prêmio Brage)
- 50 Anos: 100 Perspectivas de Paz e Conflito (2008)
- Democracia – Paz – Desenvolvimento (2008, com Paul D. Scott)
- 50 anos: 25 paisagens intelectuais exploradas (2008)
- Globalizando Deus: Religião, Espiritualidade e Paz (2008, com Graeme MacQueen)[44]